# Chrebet Inyltjektau
Chrebet Inyltjektau (ryska: Khrebet Inyl’chektau, Хребет Иныльчектау) är en bergskedja i Kirgizistan.   Den ligger i oblastet Ysyk-Köl Oblusu, i den östra delen av landet, 400 km öster om huvudstaden Bisjkek.